# 雷多壽

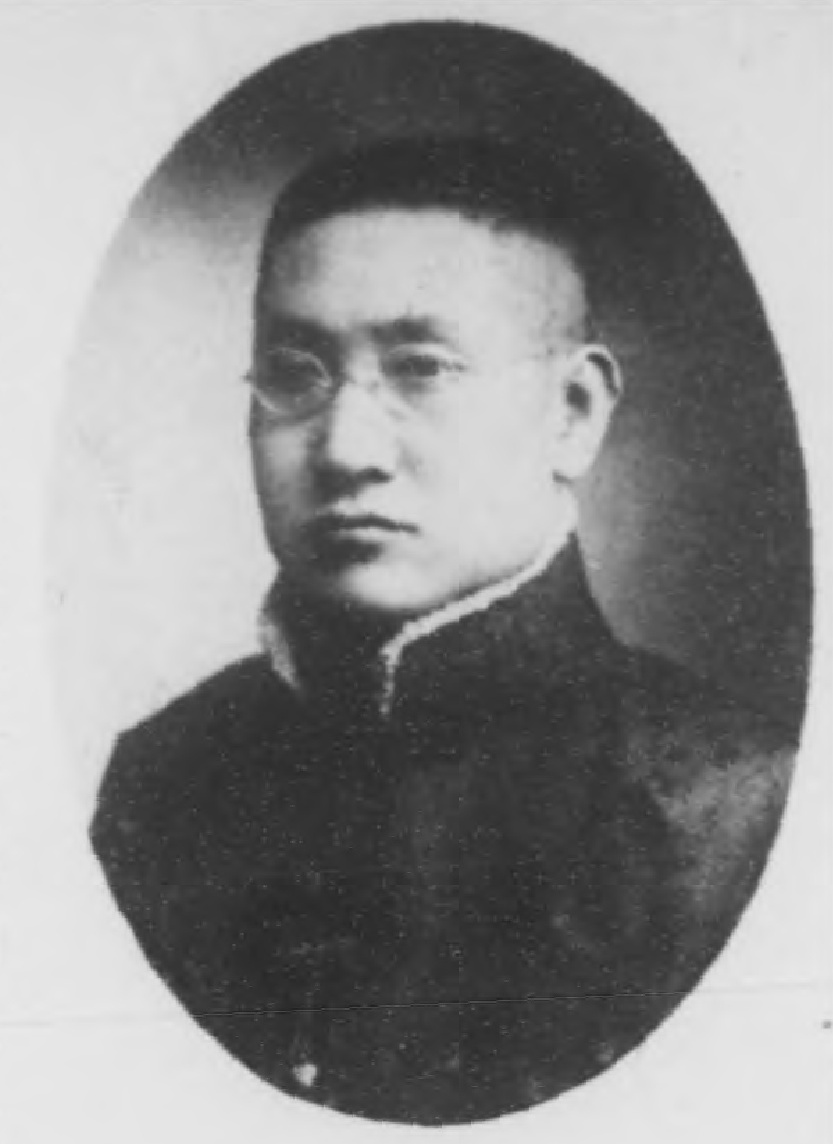
雷多壽的個人近照

雷多壽，字祝三，陝西省渭南縣双王车雷村人。清末民初政治人物、進士出身。
光緒三十年（1904年），与兄雷延寿同登進士，以主事分部學習。1911年12月，南北议和，雷为清政府代表团员。中华民国成立后，于民国三年（1914年）5月7日，担任甘肃省财政司司长、财政厅厅长。民国六年（1917年）11月20日离职。